# Bataille de Medellín
Pour les articles homonymes, voir Medellín (homonymie).
Guerre d'indépendance espagnole
Batailles
- Uclès
- Yevenes
- Ciudad Real (es)
- Miajadas
- Medellín
- Alcantara
- Talavera
- Arzobispo
- Almonacid
- Baños
- Tamames
- Hostalrich
- Ocaña
- Alba de Tormes
- Cadix
- Valverde

La bataille de Medellín est un épisode sanglant de la conquête de l'Espagne par Napoléon Ier qui s'est disputé le 28 mars 1809 pendant la guerre d'indépendance espagnole. Les troupes françaises sous les ordres du maréchal Claude-Victor Perrin et espagnoles du général Don Gregorio Garcia de la Cuesta se rencontrent entre Medellín et Don Benito. La bataille, qui marque le premier effort important des Français pour occuper le Sud de l'Espagne, se termine pour eux sur une victoire.

## Prélude
Le maréchal Victor commence sa poussée vers le sud, avec pour objectif la destruction de l'armée d'Estrémadure commandée par le général Cuesta, qui bat en retraite. Ce dernier reçoit le 27 mars le renfort de 7 000 soldats et décide de rencontrer les Français plutôt que de continuer à se retirer.
Le champ de bataille se situe juste au sud-est de Medellín, à environ 300 km au sud-ouest de Madrid. Le fleuve Guadiana court selon une direction ouest-est à la limite nord du champ de bataille et reçoit la rivière Ortigosa, qui coule suivant une direction nord-sud, ce qui interdit aux Espagnols toute tentative de flanquer les Français sur leur droite.
Victor a environ 17 500 hommes alors que Cuesta en dispose d'environ 23 000. Cependant, les Français surclassent les Espagnols en artillerie dans la proportion 50 à 30, et peuvent aussi compter sur une cavalerie plus nombreuse, 4 500 au lieu de 3 000.
Les deux généraux déploient leurs armées d'une façon inhabituelle. La disposition de Victor semble cependant plus raisonnable. Le centre de l'armée française, sous les ordres du général Villatte, occupe la route principale qui conduit de Medellín à Don Benito dans le Sud-Est, tandis que les ailes, commandées par le général Lasalle (la gauche) et le général La Tour-Maubourg (la droite) sont déployées beaucoup plus loin au sud et au sud-est. Chaque aile est composée d'une division de cavalerie et de deux bataillons d'infanterie constitués de soldats allemands de la confédération du Rhin. Apparemment, l'intention de Victor est de rapprocher progressivement ses flancs du centre jusqu'à ce qu'une puissante contre-attaque brise les lignes espagnoles. La réserve de Victor est constituée d'une division d'infanterie sous les ordres du général Ruffin, qui ne doit pas prendre part à la bataille. 
Le plan original de Victor offre un vif contraste comparé aux erreurs de Cuesta : en effet, celui-ci ne constitue aucune réserve et se contente de déployer ses 23 000 hommes sur quatre rangs en un arc de 6 600 mètres allant de la Guadiana à l'Ortigosa. Son plan est simplement d'attaquer les ailes françaises et espérer coincer ainsi l'armée entière, le dos à Medellín et la Guadiana, ce qui est exactement ce qu'attend Victor.

## Déroulement de la bataille
La canonnade commence vers une heure de l'après-midi et Cuesta ordonne l'attaque environ une heure plus tard. Au début, les Espagnols ont beaucoup de succès, et repoussent une charge prématurée de cavalerie sur leur flanc gauche par les dragons (2e et 4e régiments) de La Tour-Maubourg, qui provoque un recul des deux ailes françaises, tout cela sous un feu mortel des tirailleurs sur les rangs français. La situation de Lasalle est quelque peu dangereuse, car la présence de la Guadiana dans son dos interdit à ses 2 000 cavaliers et ses 2 500 fantassins de reculer sur plus d'un kilomètre et demi. Trois régiments de cavalerie espagnole rôdent près de la rive de la Guadiana et essaient de contourner les Français par la gauche, mais Lasalle et ses hommes tiennent leurs dangereuses positions.
À cette phase de la bataille, les deux ailes françaises ont suffisamment battu en retraite pour être à distance d'intervention de la division de Villatte. Le secteur ouest de La Tour-Maubourg est renforcé par le 94e régiment d'infanterie de ligne et un bataillon de grenadiers. Les dix canons français en batterie dans cette partie du champ de bataille contribuent aussi à stabiliser la situation car ils surclassent nettement leurs homologues espagnols. L'infanterie espagnole, cependant, continue sa poussée et crée maint problèmes aux hommes de La Tour-Maubourg, qui ont formé les carrés pour se protéger des charges de cavalerie et par conséquent ont une puissance de feu limitée. Comme les Espagnols menacent de capturer les canons français, La Tour-Maubourg ordonne une nouvelle attaque de dragons. Cette fois la charge réussit. Les dragons défont les régiments de cavalerie espagnole, qui fuient le champ de bataille et laissent l'infanterie isolée, qui prend également la fuite. Comme Cuesta n'a pas de réserve, une brèche de cette importance est précisément ce qui peut arriver de pire à sa fragile ligne de bataille.
À partir de ce moment, les événements se précipitent. Lasalle reçoit le renfort de sept bataillons d'infanterie de la part de Villatte, et dès qu'il voit la débandade des Espagnols à l'ouest, il ordonne lui aussi une puissante contre-attaque. Le 2e régiment de hussards, accompagné par un régiment de chasseurs à cheval, écrase la cavalerie espagnole, se reforme et charge une fois de plus l'infanterie espagnole abandonnée sur le flanc est. Les bataillons de Lasalle qui n'ont pas encore été engagés lancent une attaque frontale et les dragons s'abattent maintenant sur le centre de l'armée espagnole, qui tente de fuir par tous les moyens. Nombreux sont ceux qui tombent dans cette retraite chaotique et l'armée de Cuesta est anéantie.

## Répercussions
Cette journée est désastreuse pour Cuesta, qui manque de perdre la vie dans la bataille. Les Espagnols déplorent 8 000 morts ou blessés et environ 2 000 prisonniers et 20 de leurs 30 canons. Dans son Histoire du Consulat et de l'Empire, page 51, Adolphe Thiers cite 9 à 10 000 morts ou blessés, 4 000 prisonniers et 16 bouches à feu. De leur côté, les Français ne perdent que 1 000 hommes. C'est la deuxième défaite majeure de Cuesta face aux Français après Medina de Rioseco en 1808. Cette bataille inaugure la conquête du Sud de l'Espagne par les Français.

## Sources
- (en) Cet article est partiellement ou en totalité issu de l’article de Wikipédia en anglais intitulé « Battle of Medellín » (voir la liste des auteurs).
- (en) Andrew Uffindell, Great generals of the Napoleonic wars and their battles, 1805-1815, Staplehurst, Spellmount, 2003, 286 p. (ISBN 978-1-862-27177-7, OCLC 51068403).
- Adolphe Thiers, Histoire du Consulat et de l'Empire faisant suite à l'Histoire de la Révolution française, 1851.
- Joseph Bonaparte, Mémoires et correspondance politique et militaire du roi Joseph publiés, annotés et mis en ordre, 1854.